# Pleroma
Pleroma (grec: πλήρωμα, pléroma) generalment es refereix a la totalitat dels poders divins. La paraula significa 'plenitud' i es fa servir en contextos teològics cristians tant en el gnosticisme en general com per Pau de Tars a l'Epístola als Colossencs 2,9.
El gnosticisme sosté que el món està controlat per arconts, en algunes versions hi ha la divinitat de l'Antic Testament. El celestial pleroma és la totalitat de tot el que es considera en la nostra comprensió d'allò «diví». S'anomena sovint Pleroma a la llum existent «per sobre» del nostre món, ocupat per éssers espirituals que autoemanen del pleroma. Aquests éssers són descrits com a Eons (éssers eterns) i, a vegades, com arconts. Jesús s'interpreta com un intermediari Eon que va ser enviat, juntament amb el seu homòleg Sophia, a partir de la pleroma. Amb la seva ajuda, la humanitat pot recuperar la pèrdua de coneixement dels orígens divins i d'aquesta manera poder ser retornats a la unitat amb el Pleroma. El terme és, doncs, un element central de cosmologia religiosa gnòstica.

## Neoplatonismeignosticisme
John M. Dillon en la seva obra Pleroma and Noetic Cosmos: A Comparative Study indica que el gnosticisme va importar el seu concepte del pleroma de Plató, com el concepte del cosmos demiürg fou copiat de Filó d'Alexandria. Dillon expressa el concepte que el pleroma gnòstic és una adaptació del pensament grec ja existent des d'abans de Filó. No existeix en la tradició jueva la idea que accepti que el món material o el cosmos es basava en un món ideal.